# Erich Wolf Degner
Erich Wolfgang Degner (* 8. April 1858 in Hohenstein; † 18. November 1908 in Bad Berka) war ein deutscher Musikpädagoge, Chorleiter und Komponist.

## Leben
Degner studierte in Weimar und Würzburg Violine, Klavier und Komposition. 1882 unterrichtete er am Gymnasium in Regensburg, 1883 an einer privaten Musikschule in Gotha. Von 1884 bis 1888 war er Leiter des Musikvereins in Pettau, machte sich um den Ausbau der dortigen Musikschule verdient und dirigierte den Männerchor. 1891 wurde Degner artistischer Direktor des Musikvereins für Steiermark in Graz und erweiterte durch eine Reihe von Reformen den Lehrplan von dessen Musikschule. Schon im März 1888 hatte er die erste Klavierschule eröffnet, nach 1891 schuf er ein Schülerorchesters und eine Dirigentenschule. Ferner führte er das Orgelspiel und die Posaune als neue Lehrfächer ein und erweiterte den theoretischen Unterricht. Außerdem ermöglichte er Berufsmusikern Fortbildungskurse an der Vereinsmusikschule zu besuchen.
Der von 1884 bis 1886 ausgearbeitete Statutenentwurf des Musikvereinspräsidenten Dr. Bischoff mit dem Ziel, in Graz eine „Deutsche Akademie für Musik“ zu schaffen, wurde erst viel später nach seinem Tode von Musikvereinsdirektor Roderich von Mojsisovic zwischen 1911 und 1931 weiterverfolgt, der die Aufbauarbeit seines Lehrers Erich Degner mit der Errichtung eines Seminars für Musiktheorie fortsetzte. Der ebenfalls in Bad Berka lebende Bildhauer Adolf Brütt fertigte von ihm eine Büste. Zu seinen Schülern zählte unter anderem auch der Komponist Ludwig Rochlitzer.
Degner selbst wurde 1902 nach Weimar berufen, um dort die Nachfolge Carl Müllerhartungs als Direktor der Musikschule und Leiter der Singakademie zu übernehmen. 1906 wurde ihm von Großherzog Wilhelm Ernst der Professorentitel verliehen. Im Alter von nur 50 Jahren erlag er einem Krebsleiden.
Erich Wolf Degner komponierte zwei Sinfonien, Ouvertüren, symphonische Dichtungen, Kammermusik, Klavier- und Orgelwerke sowie zahlreiche Chormusiken und Lieder.